# 西嶼
西嶼，西方文獻稱為漁翁島（Pescadores），是位於臺灣澎湖群島中的第二大島，總面積約為18.7148平方公里，西嶼鄉的橫礁村和白沙鄉的通樑村以跨海大橋相連接。

## 名稱由來

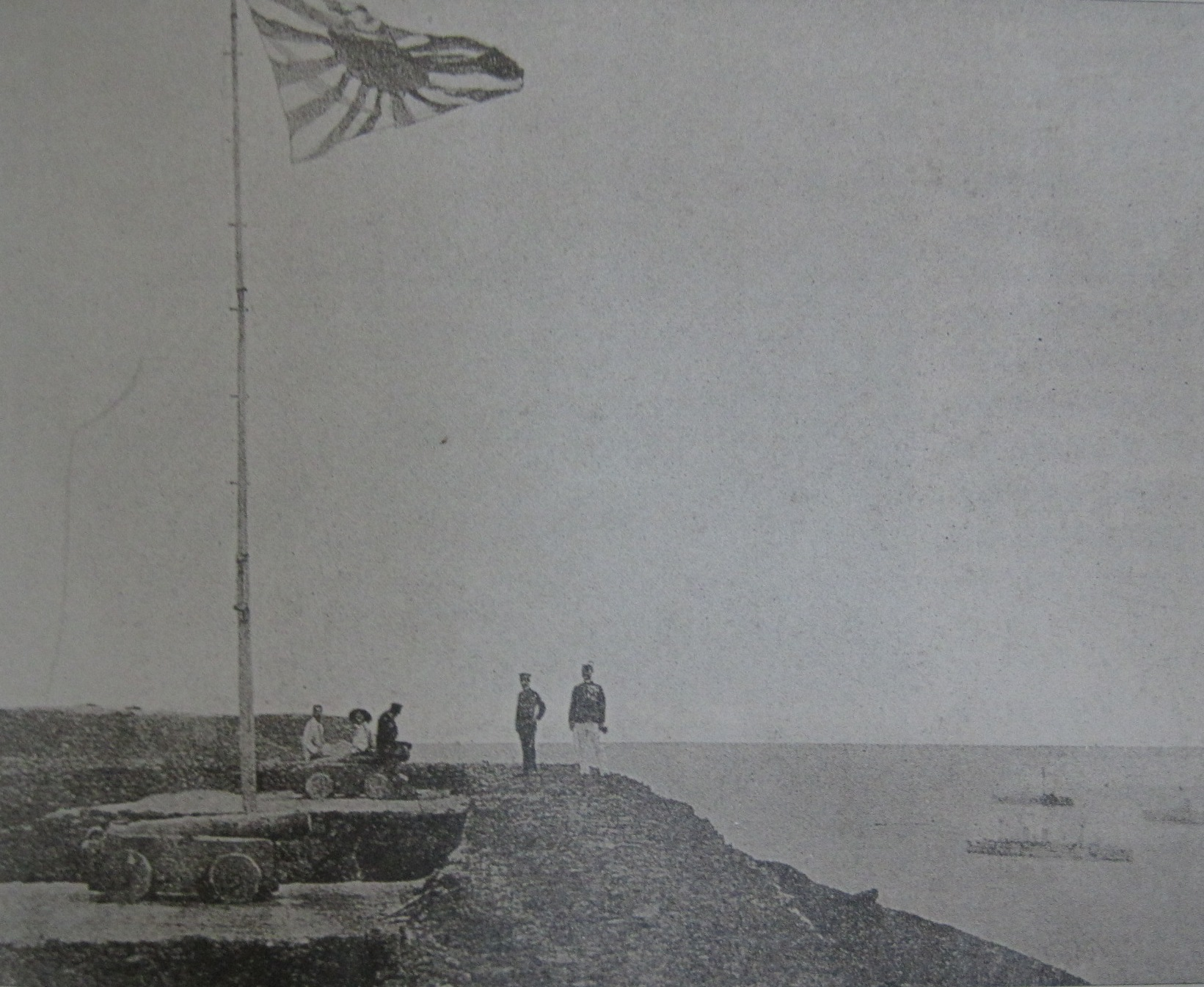
日軍於1895年3月25日佔領澎湖漁翁島後升旗。

西嶼得名之因位於澎湖本島的西邊，所以被稱為「西嶼」，西嶼的別稱為「漁翁島」，是因為自古台灣海峽的漁產就極為豐富，有許多的漁船在西嶼的西邊海域進行作業，捕魚的人員和船隻數量極多，17世紀初，漁翁島（Pescadores）成為荷蘭人對澎湖群島的通稱，其中《熱蘭遮城日記》即出現許多澎湖的地名與島名，1726年《新舊東印度公司誌》所收錄的（福爾摩沙島與漁翁群島圖）中，就有標示出包括Piscadores（漁翁群島，指澎湖群島）、Pehou（白沙島）、漁翁島（西嶼）等島嶼，往後西方地圖繪製者也沿襲此一命名原則。
18世紀初期，在1819年的《澎湖群島圖》中，西嶼則拼為Sisseyu。在中文文獻或官方的文書中，則在1630年以後的《皇明世法錄》收錄＜彭湖圖說＞一文以西嶼、西嶼頭等地名稱呼，後續《澎湖紀略》、《澎湖續編》、《澎湖廳志》等書也都以「西嶼」稱呼島嶼。
1860年代以後，臺灣陸續開放淡水、安平、雞籠、打狗等通商口岸，臺灣、澎湖又成為外國戰爭或貿易的攻略目標。外國海圖多出現漁翁島之名以代表西嶼，漁翁島名稱則是1875年以後，才開始被清廷官方或民間使用。

## 地理環境
西嶼距馬公最近處僅約四海浬。與澎湖本島、白沙島環抱而成南北各有出口，北方出口由左方白沙島通樑前之白沙礁與右方漁翁島橫礁東之流連礁，緊封海面，中有水道一線稱「吼門水道」，南方出口由右方漁翁島之內垵東頭與左方風櫃尾外之虎井嶼、桶盤嶼、四角嶼、雞籠嶼層層屏障，形成天然良好避風港。
西嶼的總面積為18.7148平方公里，西嶼鄉的橫礁村和白沙鄉的通樑村以跨海大橋相連接。

## 行政區劃
根據澎湖縣政府所提供的2008年7月份戶數與人口數統計表，可得知西嶼鄉的總戶數為2681戶，總人口數為8173人。西嶼鄉又分為二崁、大池、小門、內垵、外垵、合界、池西、池東、竹灣、赤馬、橫礁，總共11村。

## 旅遊

### 古蹟
- 二崁陳宅
- 西嶼西臺
- 西嶼東臺
- 漁翁島燈塔
- 西嶼內垵塔公塔婆

### 自然景觀
- 小門鯨魚洞

位在小門嶼的西北邊海岸，是一個外型類似鯨魚頭部的海蝕洞。
- 牛心山

牛心山位於澎湖縣西嶼鄉，為澎湖古八景之一。遠遠看外形酷似牛心，因而得名。原為一個與西嶼分離的玄武岩方山地形，後經海水堆積作用而和陸地相連，是一陸連島。
牛心山地形為兩層玄武岩層中夾著一層砂岩與一層頁岩，平均高度約數十公尺。
- 大菓葉石柱

玄武岩柱指的就是當熔岩流爆發後遇到海水，便快速地冷卻收縮凝固成類似六角狀的玄武岩柱，這樣的特殊地形在澎湖到處都可以看到，像是桶盤嶼、虎井嶼皆可見到。大菓葉的柱狀玄武岩柱和其他玄武岩柱最大的不同是，它的顏色是呈現偏土黃色的，是因為此處的玄武岩柱長期被覆蓋在表土之下。會被發現的原因為，日治時期為了交通便利，決定在大菓葉建造碼頭。當時就在玄武岩柱所在處挖土造港，卻意外地使這一片一直沉睡在地底的玄武岩柱曝光。 

### 公共設施
- 澎湖跨海大橋
- 小門地質展示中心
- 內垵遊憩區

## 圖片

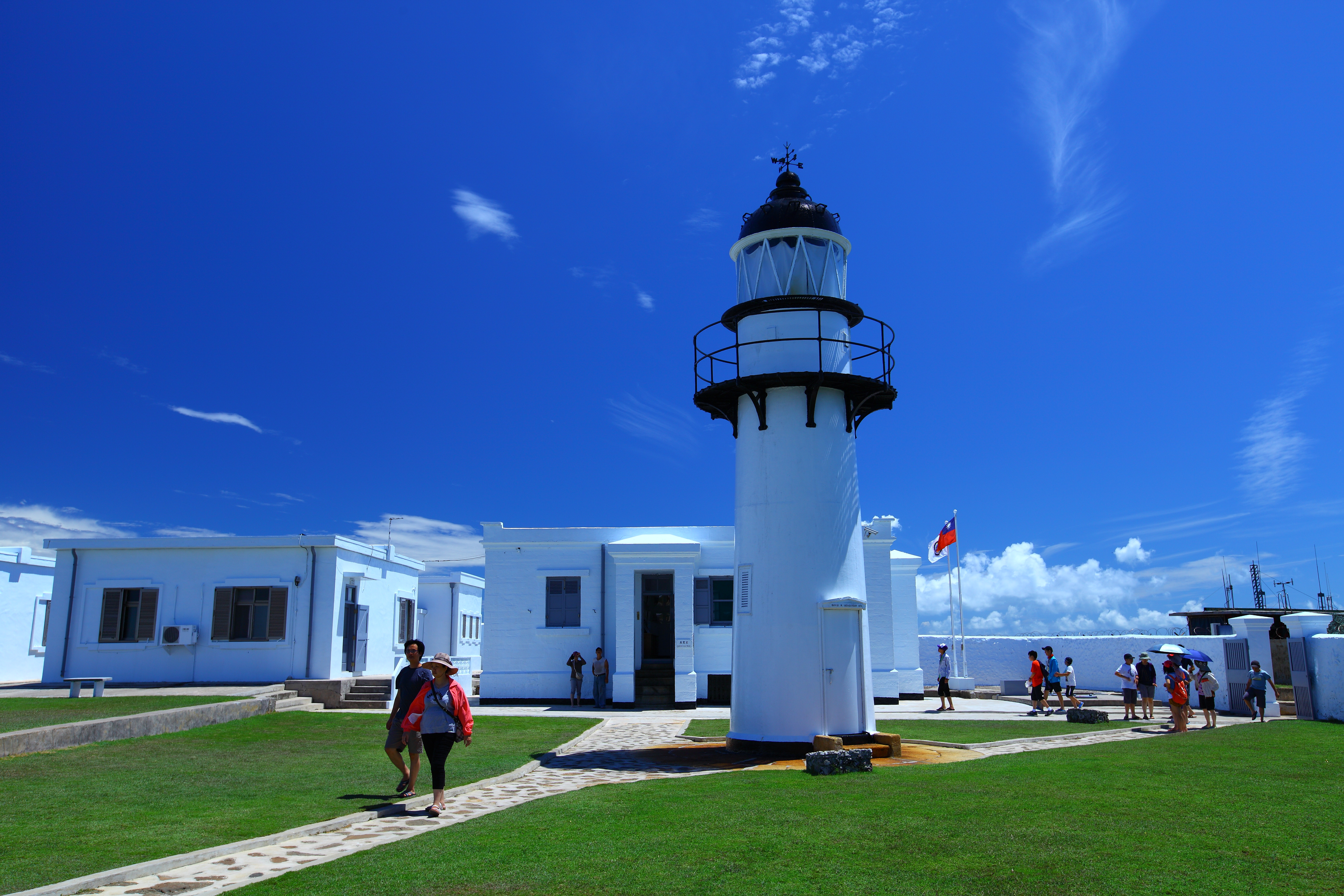
漁翁島燈塔
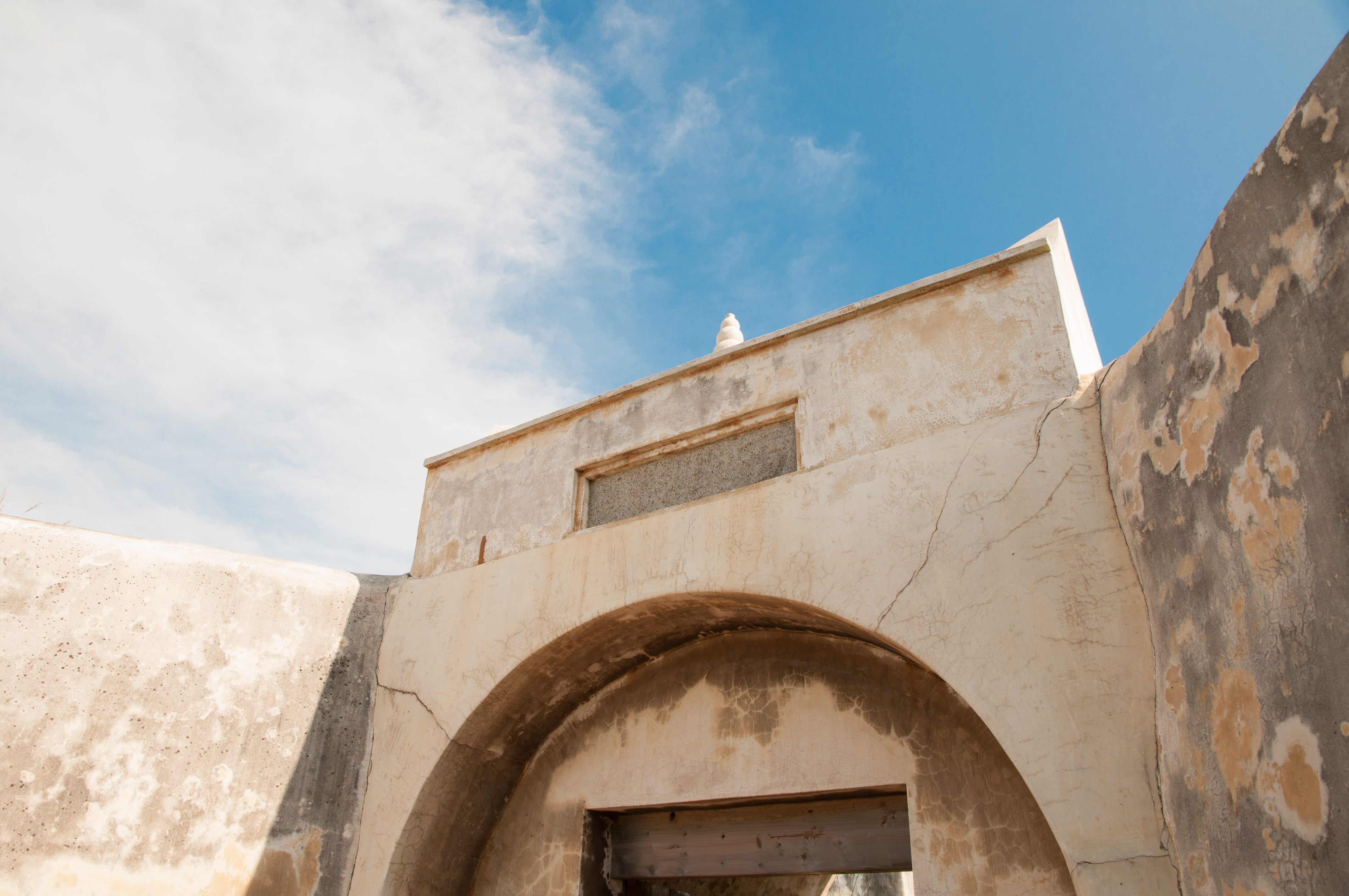
西嶼東臺
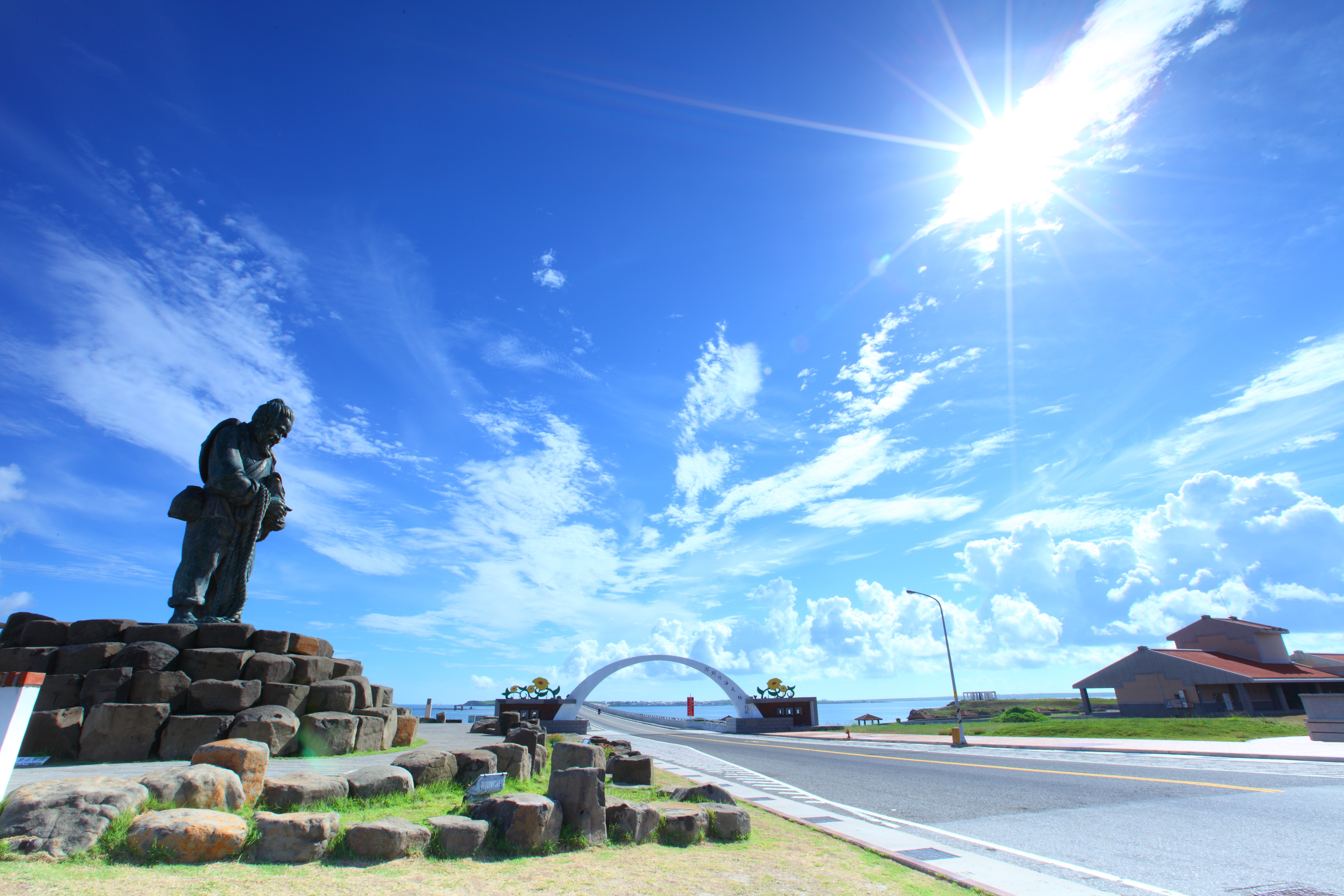
澎湖跨海大橋
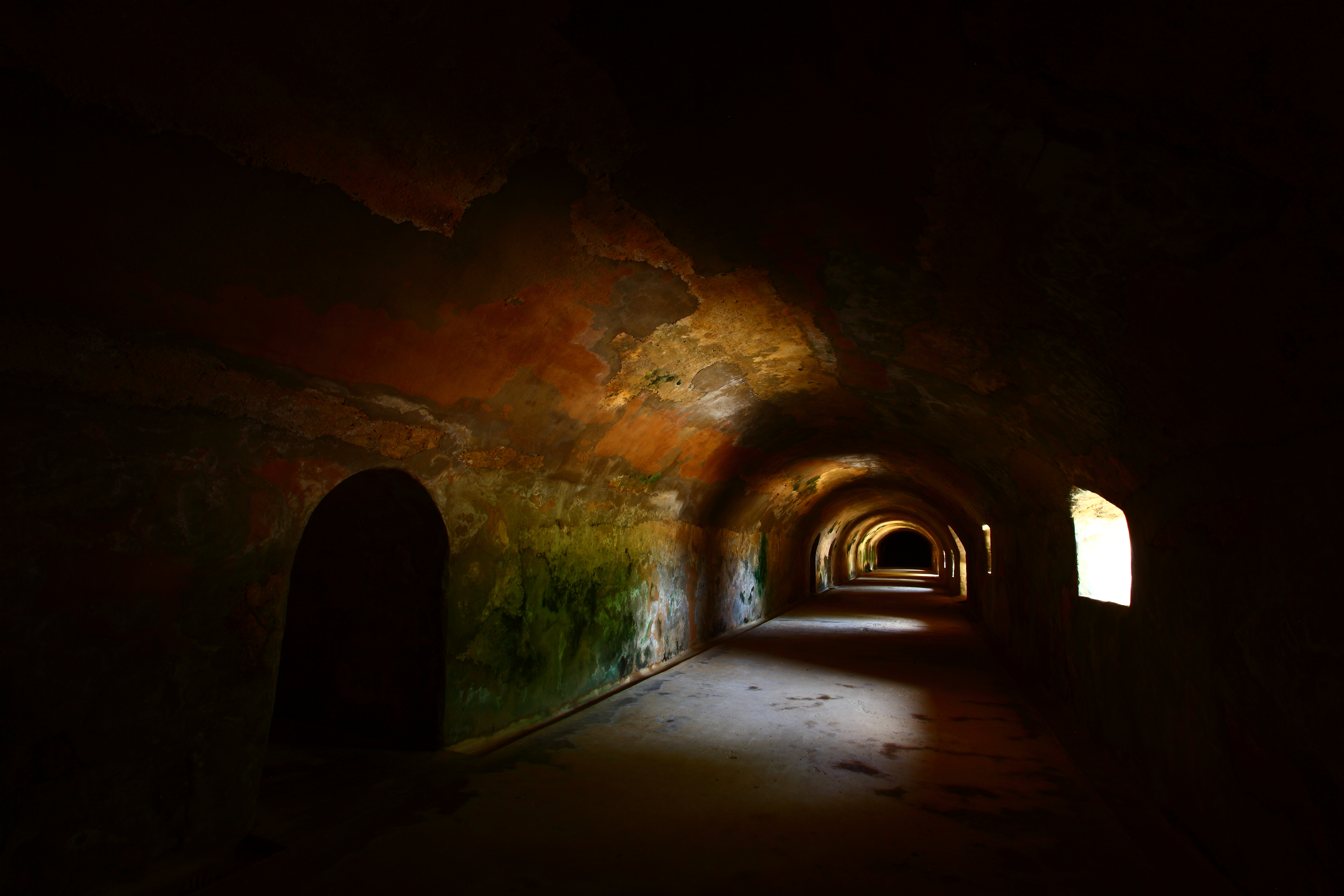
西嶼西臺
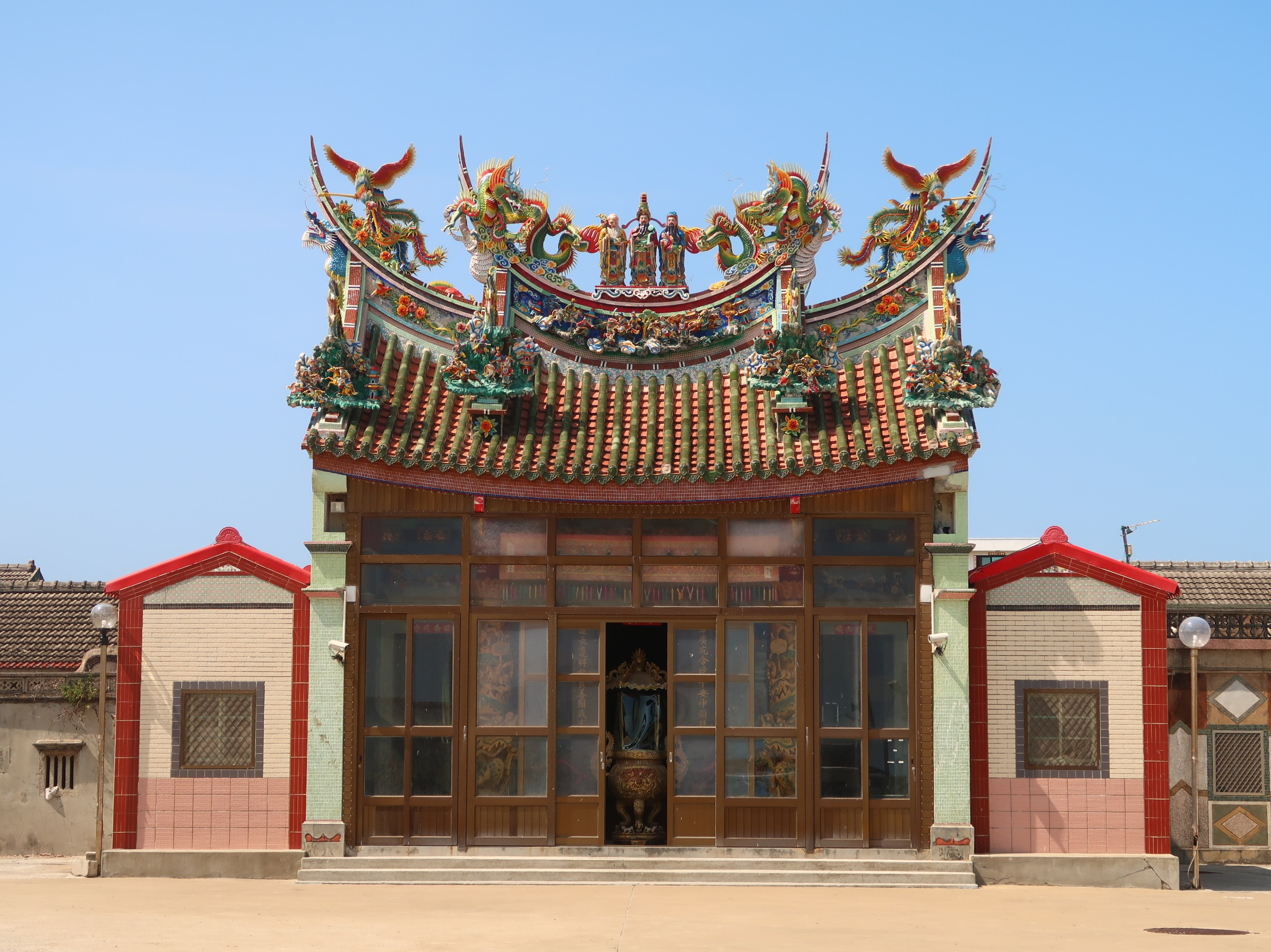
橫礁五天宮
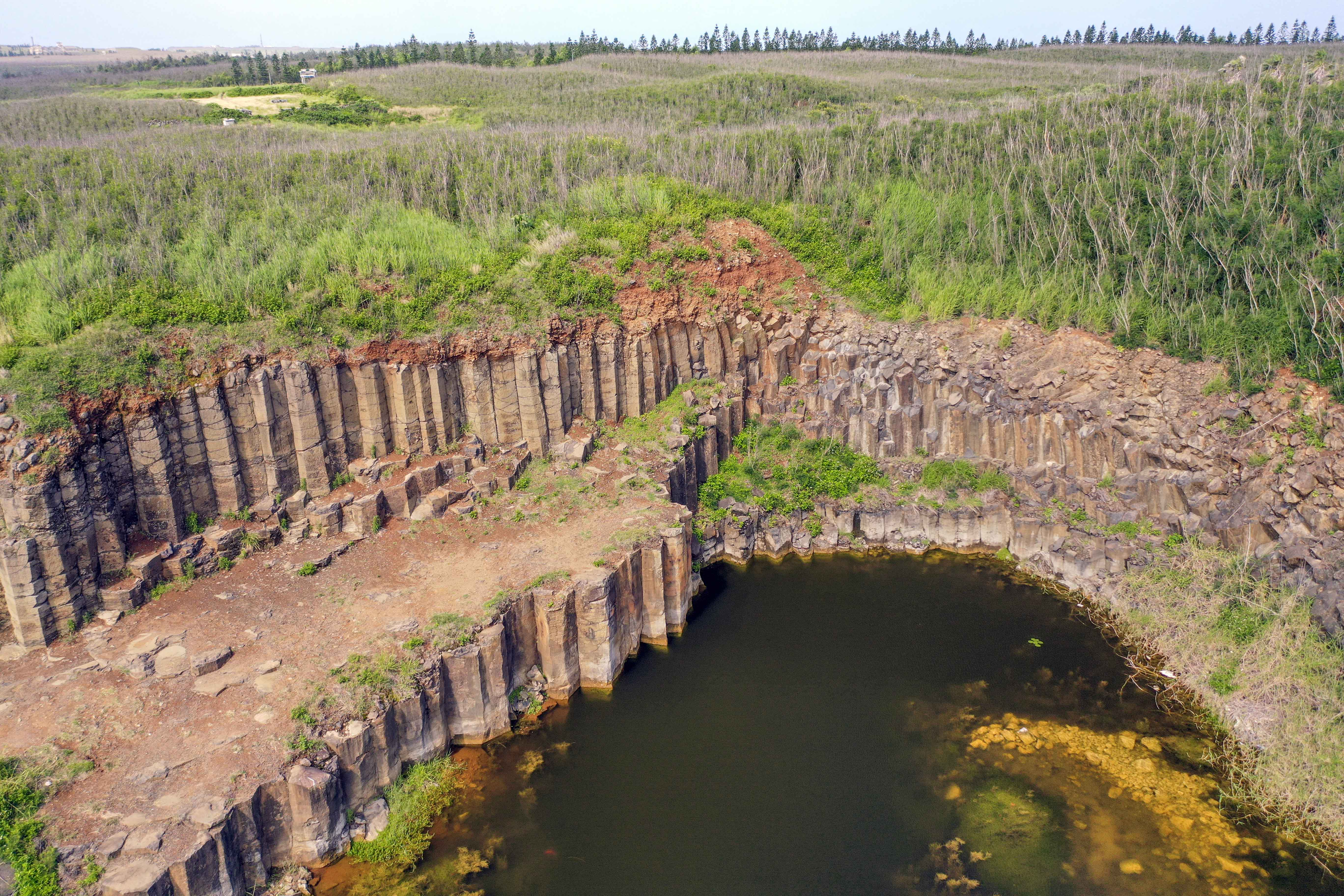
池東大菓葉玄武岩

## 外部連結
- 澎湖縣 走讀台灣
- 澎湖國家風景區